# 伊藤良秋
伊藤 良秋（いとう よしあき、1893年（明治26年）9月25日 - 1972年（昭和47年）7月30日）は、日本の海軍軍人。最終階級は海軍少将。

## 経歴
1893年（明治26年）、広島県広島市に生まれる。1912年、旧制修道中学校（現：修道中学校・高等学校）を卒業。9月9日、海軍兵学校43期に入校。1915年12月16日、同校を卒業し、少尉候補生に任命される。1916年12月1日、少尉任官。1921年12月1日、大尉に昇進。1925年12月、横須賀航空隊分隊長に就任。1927年12月1日、少佐に昇進。1928年12月、横須賀航空隊飛行長に就任。1933年11月、中佐に昇進。1937年12月、霞ヶ浦航空隊教官。1938年4月6日、第十四航空隊副長に就任。11月、大佐に昇進。12月、佐伯航空隊司令に就任。1939年11月、大村航空隊司令に就任。1941年6月、高雄航空隊司令に就任。12月、太平洋戦争が始まり、フィリピンのアメリカ軍飛行場、マニラ湾停泊艦船への爆撃を指揮する。1942年4月、宇佐航空隊司令に就任。1943年1月、霞ヶ浦航空隊司令に就任。1943年8月、第23航空戦隊司令官に就任。ラバウル、ソロモンの航空戦を指揮した。1943年11月、少将に昇任。1944年10月、第13連合航空隊司令官に就任。1945年5月5日、第三航空艦隊所属の第13航空戦隊司令官に就任。本土決戦に備えるが、8月に終戦。9月15日、予備役に編入。1947年11月、公職追放の仮指定を受ける。1972年7月30日、逝去、享年78。